# Saint-Fons
Saint-Fons è un comune francese di 17 463 abitanti situato nella metropoli di Lione della regione Alvernia-Rodano-Alpi.

## Amministrazione

### Gemellaggi
La città di Saint-Fons è gemellata con:
- Lastra a Signa, Italia.

## Società

### Evoluzione demografica
Abitanti censiti